# Arianne Hartono
Arianne Hartono (* 21. April 1996 in Groningen) ist eine niederländische Tennisspielerin.

## Karriere
Hartono spielt vor allem auf der ITF Women’s World Tennis Tour, auf der sie bereits drei Titel im Einzel und 20 im Doppel gewinnen konnte.
Ihr erstes Turnier der WTA Tour spielte sie im Juni 2019, als sie eine Wildcard für die Qualifikation zu den Libéma Open erhielt. Sie scheiterte aber bereits in der ersten Runde an Ysaline Bonaventure mit 3:6, 6:1 und 6:73.
Bei den ITA National Fall Championships erreichte sie 2017 mit ihrer Partnerin Alexa Bortles das Finale im Doppel, das sie mit 4:6 und 1:6 gegen Emily Arbuthnott und Michaela Gordon verloren. 2018 gewann sie den Titel im Dameneinzel bei den NCAA Division I Tennis Championships.
Im Jahr 2022 spielte Hartono erstmals für die niederländische Billie-Jean-King-Cup-Mannschaft; ihre Billie-Jean-King-Cup-Bilanz weist bislang eine Niederlage aus.
In der 2. Tennis-Bundesliga spielte sie 2019 für den Tennis-Club Ludwigshafen-Oppau.

## Turniersiege

### Einzel
| Nr. | Datum         | Turnier | Kategorie   | Belag     | Finalgegnerin    | Ergebnis |
| --- | ------------- | ------- | ----------- | --------- | ---------------- | -------- |
| 1.  | 21. Juli 2018 | Jakarta | ITF $15.000 | Hartplatz | Mahak Jain       | 6:4, 6:1 |
| 2.  | 30. Juni 2019 | Jakarta | ITF W15     | Hartplatz | Rifanty Kahfiani | 6:2, 6:3 |
| 3.  | 11. Juni 2023 | Setubal | ITF W25     | Hartplatz | Madison Sieg     | 6:2, 6:2 |

### Doppel
| Nr. | Datum             | Turnier                   | Kategorie   | Belag             | Partnerin           | Finalgegnerinnen                           | Ergebnis          |
| --- | ----------------- | ------------------------- | ----------- | ----------------- | ------------------- | ------------------------------------------ | ----------------- |
| 1.  | 18. Juni 2016     | Antalya                   | ITF $10.000 | Hartplatz         | Paige Hourigan      | Raluca Georgiana Serban Miriana Tona       | 6:3, Aufgabe      |
| 2.  | 17. Juni 2017     | Guimaraes                 | ITF $15.000 | Hartplatz         | Yuriko Miyazaki     | Maria Masini Olga Parres Azcoitia          | 7:5, 6:0          |
| 3.  | 20. Juli 2018     | Jakarta                   | ITF $15.000 | Hartplatz         | Aldila Sutjiadi     | Mana Ayukawa Zeel Desai                    | 6:1, 6:2          |
| 4.  | 1. September 2018 | Haren                     | ITF $15.000 | Sand              | Suzan Lamens        | Dominique Karregat Yukina Saigō            | 6:1, 6:71, [10:4] |
| 5.  | 23. Februar 2019  | Monastir                  | ITF W15     | Hartplatz         | Eva Vedder          | Andrea Lázaro García Despina Papamichail   | 6:4, 3:6, [10:7]  |
| 6.  | 29. Juni 2019     | Jakarta                   | ITF W15     | Hartplatz         | Nadia Ravita        | Lee Barnard Zani Barnard                   | 2:6, 6:4, [11:9]  |
| 7.  | 17. Oktober 2020  | Funchal                   | ITF W15     | Hartplatz         | Eva Vedder          | Ingrid Gamarra Martins Beatriz Haddad Maia | 4:6, 6:1, [10:7]  |
| 8.  | 7. November 2020  | Lousada                   | ITF W15     | Hartplatz (Halle) | Yuriko Miyazaki     | Riya Bhatia Inês Murta                     | 6:1, 5:7, [10:7]  |
| 9.  | 26. Juni 2021     | Porto                     | ITF W25     | Hartplatz         | Yuriko Miyazaki     | Mana Ayukawa Akiko Ōmae                    | 7:5, 6:2          |
| 10. | 21. August 2021   | San Bartolomé de Tirajana | ITF W60     | Sand              | Olivia Tjandramulia | María Lourdes Carlé Julieta Lara Estable   | 6:4, 2:6, [10:7]  |
| 11. | 9. Oktober 2021   | Cherbourg-en-Cotentin     | ITF W25+H   | Hartplatz (Halle) | Sarah Beth Grey     | Estelle Cascino Camilla Rosatello          | 6:3, 6:2          |
| 12. | 12. November 2021 | Santiago                  | ITF W60+H   | Sand              | Olivia Tjandramulia | Katharina Gerlach Daniela Seguel           | 6:1, 6:3          |
| 13. | 10. Juli 2022     | Versmold                  | ITF W100    | Sand              | Anna Danilina       | Ankita Raina Rosalie van der Hoek          | 64:7, 6:4, [10:6] |
| 14. | 15. Oktober 2022  | Fredericton               | ITF W25     | Hartplatz (Halle) | Olivia Tjandramulia | Viktória Morvayová Anna Sisková            | 7:5, 6:1          |
| 15. | 22. Oktober 2022  | Saguenay                  | ITF W60     | Hartplatz (Halle) | Olivia Tjandramulia | Catherine Harrison Yanina Wickmayer        | 5:7, 7:63, [10:8] |
| 16. | 8. April 2023     | Kashiwa                   | ITF W25     | Hartplatz         | Priscilla Hon       | Saki Imamura Naho Sato                     | 6:4, 3:6, [10:7]  |
| 17. | 3. Juni 2023      | Montemor-o-Novo           | ITF W40     | Hartplatz         | Eudice Chong        | Naïma Karamoko Conny Perrin                | 6:2, 6:0          |
| 18. | 29. Juli 2023     | Figueira da Foz           | ITF W100    | Hartplatz         | Eudice Chong        | Alina Kornejewa Anastassija Tichonowa      | 6:3, 6:2          |
| 19. | 20. April 2024    | Shenzhen                  | ITF W50     | Hartplatz         | Prarthana Thombare  | Madeleine Brooks Eudice Chong              | 6:3, 6:2          |
| 20. | 20. Juli 2024     | Porto                     | ITF W75     | Hartplatz         | Prarthana Thombare  | Anna Rogers Kateryna Wolodko               | 6:3, 6:4          |

## Abschneiden bei Grand-Slam-Turnieren

### Einzel
| Turnier         | 2022 | 2023 | 2024 | 2025 | Karriere |
| --------------- | ---- | ---- | ---- | ---- | -------- |
| Australian Open | 1    | 1    | Q2   | Q1   | 1        |
| French Open     | Q1   | Q1   | Q1   | Q1   | —        |
| Wimbledon       | Q2   | Q1   | Q1   | Q2   | —        |
| US Open         | Q2   | Q3   | Q3   |      | —        |

Zeichenerklärung: S = Turniersieg; F, HF, VF, AF = Einzug ins Finale / Halbfinale / Viertelfinale / Achtelfinale; 1, 2, 3 = Ausscheiden in der 1. / 2. / 3. Hauptrunde; Q1, Q2, Q3 = Ausscheiden in der 1. / 2. / 3. Qualifikationsrunde; nicht ausgetragen